# Linhu, Xinghua
Linhu (kinesiska: 林湖, 林湖乡) är en socken i Kina. Den ligger i provinsen Jiangsu, i den östra delen av landet, omkring 150 kilometer nordost om provinshuvudstaden Nanjing. Antalet invånare är 22356. Befolkningen består av 10 875 kvinnor och 11 481 män. Barn under 15 år utgör 15,0 %, vuxna 15-64 år 67 %, och äldre över 65 år 17,0 %.
Genomsnittlig årsnederbörd är 1 148 millimeter. Den regnigaste månaden är juli, med i genomsnitt 241 mm nederbörd, och den torraste är januari, med 30 mm nederbörd.